# Oxyagrion terminale
Oxyagrion terminale – gatunek ważki z rodziny łątkowatych (Coenagrionidae). Występuje na terenie Ameryki Południowej.